# Sicyonia burkenroadi
Sicyonia burkenroadi is een tienpotigensoort uit de familie van de Sicyoniidae. De wetenschappelijke naam van de soort is voor het eerst geldig gepubliceerd in 1971 door Cobb.